# بهره‌وری آب

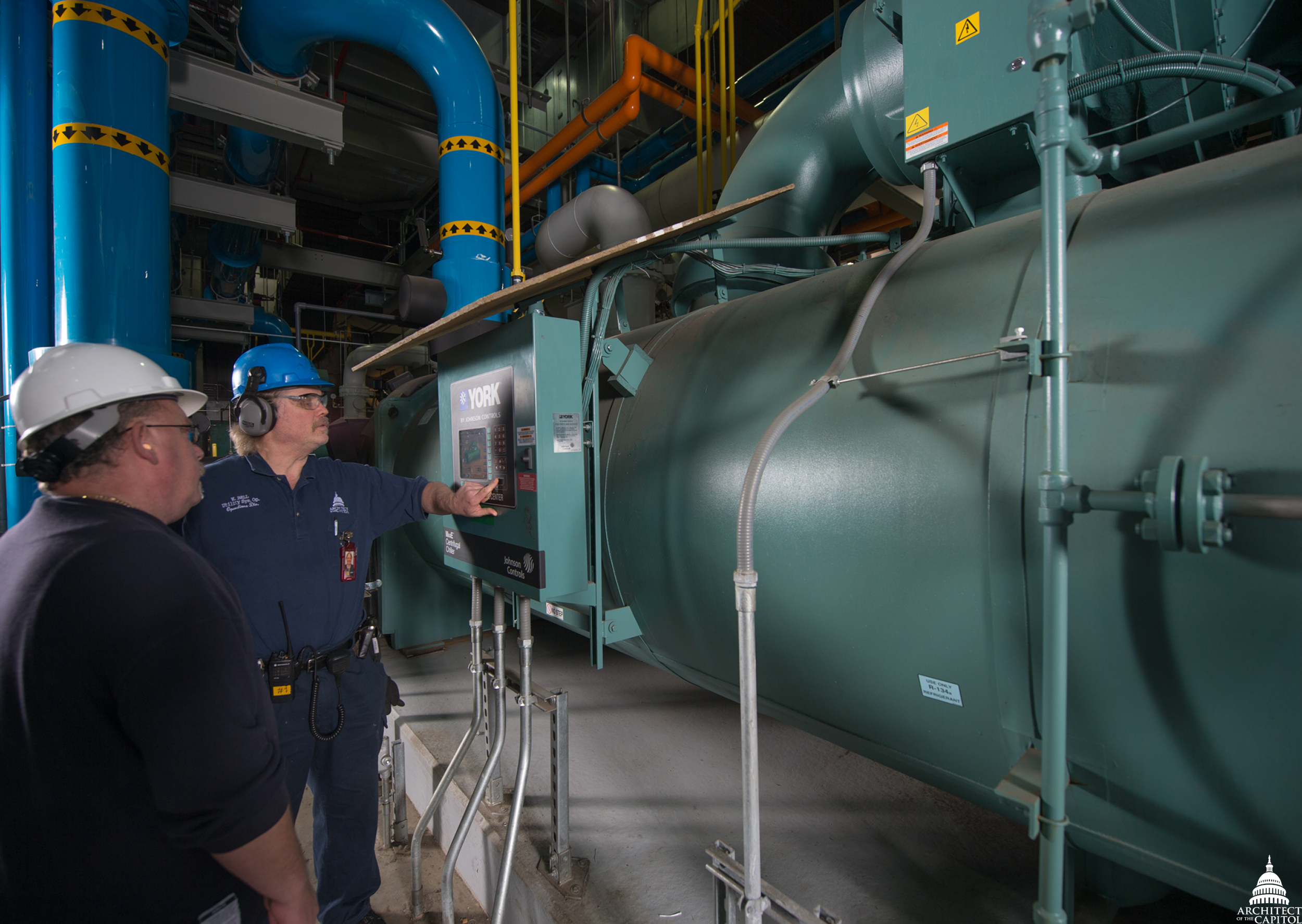
نیروگاه برق کاپیتول با تولید و تحویل خنک‌کننده‌ها در سراسر تأسیسات ما بهبود عملکرد چشمگیری ایجاد کرد. با احیای مجدد کارخانه تبرید و نصب خنک‌کننده‌های جدید ،CPP، بهره‌وری خنک‌کننده‌ها را با چیلرهای جدید که ۲۰ درصد بیشتر کارایی دارند، افزایش داده‌است. این چیلرها کوچک نیستند- یکی از آن می‌تواند برق Rayburn House Office Building یا Hart Senate Office Building را در پرمصرف‌ترین روز سال تأمین کند

بهره‌وری آب یا کارایی آب (به انگلیسی: Water efficiency) هدر رفتن آن را با اندازه‌گیری مقدار آب مورد نیاز برای یک منظور خاص یا مقدار آب مصرف شده یا تحویل داده شده، کاهش می‌دهد. کارایی آب از آنجا که در کاهش هدر رفتن و نه ممنوع کردن استفاده متمرکز است، از صرفه‌جویی در مصرف آب متفاوت است. راه حل‌های بهره‌وری آب نه تنها بر کاهش مقدار مصرف آب نوشیدنی بلکه بر کاهش استفاده از آب غیر آشامیدنی نیز تأکید دارد (به عنوان مثال سیفون توالت، آبیاری و غیره). همچنین بر تأثیر مصرف‌کنندگان در بهره‌وری آب با ایجاد تغییرهای کوچک رفتاری برای کاهش هدررفت آب و انتخاب محصولات کارآمد که آب کمتری مصرف می‌کند، تأکید دارد.
نمونه‌هایی از مراحل بهره‌وری در مصرف آب شامل رفع نشتی شیرها، دوش گرفتن به جای حمام، استفاده از ماشین ظرفشویی و ماشین لباسشویی با بار کامل است. اینها مواردی هستند که تحت تعریف بهره‌وری آب قرار می‌گیرند، زیرا هدف آنها رسیدن به خواسته‌ها یا همان سطح خدمات ارائه شده با مصرف حداقل آب است.

## اهمیت
طبق دومین گزارش توسعه جهانی آب سازمان ملل متحد، اگر سطح مصرف فعلی ادامه یابد، دو سوم جمعیت جهانی تا سال ۲۰۲۵ دچار بحران کم‌آبی می‌شوند. افزایش تقاضای انسانی برای آب همراه با تاثیرات گرم شدن زمین به این معنی است که آینده عرضه منابع آبی ما امن نیست. هم‌اکنون، ۲٫۶ میلیارد نفر بدون آب آشامیدنی سالم هستند. همچنین تغییرات در آب و هوا، رشد جمعیت و سبک زندگی را هم باید به این موارد اضافه کرد. تغییر در سبک زندگی و فعالیت‌های انسانی به سرانه آب بیشتری نیاز دارد. این، رقابت را برای مصرف آب در میان محصولات کشاورزی، صنعتی و انسانی تشدید می‌کند.

## سازمان‌ها

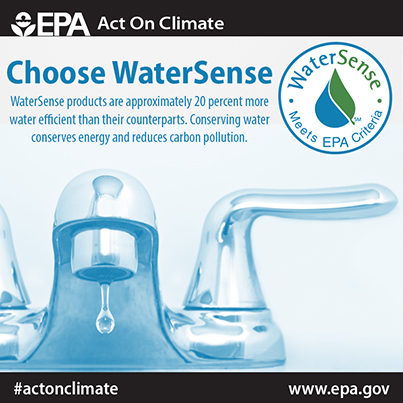
بهره‌وری آب

در بیشتر کشورها، مردم این مشکل کمبود آب در حال رشد را تشخیص داده‌اند. بهره‌وری آب، گرچه هنوز در برنامه‌های کاری دولت‌ها از اولویت اصلی برخوردار نیست، اما این نگرانی در حال رشد است. سازمان‌های جهانی مانند شورای جهانی آب، مؤسسه بین‌المللی مدیریت آب و یونسکو در کنار صرفه‌جویی در مصرف آب، کارایی آب را ارتقا داده‌اند.
اتحادیه بهره‌وری مصرف آب ، waterwise , شورای حفاظت از آب شهری کالیفرنیا و Smart Water Mark در استرالیا و Water Bucket در کانادا و برخی از سازمان‌های غیردولتی که کارایی آب را در سطح ملی و منطقه ای ارتقا می‌دهند یا از آن حمایت می‌کنند.
سازمان‌های دولتی مانند محیط زیست کانادا، سازمان حفاظت از محیط زیست ایالات متحده (EPA)، آژانس محیط زیست در بریتانیا، دپارتمان محیط زیست و منابع آب در استرالیا، درمیان بقیه، سیاست‌ها و استراتژی‌هایی را برای افزایش آگاهی از بهره‌وری آب شناسایی و ایجاد کرده‌اند. EPA آمریکا برنامه WaterSense خود را برای تشویق بهره‌وری آب در ایالات متحده از طریق استفاده از برچسب ویژه روی محصولات مصرفی ایجاد کرده‌است.
جمهوری خلق چین یک برنامه ۵ ساله (۲۰۱۰–۲۰۱۵) با هزینه حدوداً ۵۰۰ میلیارد یوان (۷۸٫۱ میلیارد دلار) تا ۶۰۰ میلیارد یوان (۹۳٫۷ میلیارد دلار) برای به روزرسانی بیش از ۴۰۰۰ نیروگاه آبی در چین تعریف کرده‌است. دولت امیدوار است که این مراحل به صرفه جویی بهتر در مصرف آب و تأمین تقاضا کمک کند.
ایالت هاریانا در هند، سیاست آب روستایی ایالتی را در سال ۲۰۱۲ اجرا کرده‌است. بر اساس این سیاست، برای جلوگیری از هدر رفت آب در روستاها، تا سال ۲۰۱۷ اتصالات اندازه‌گیری شده خانه‌های شخصی تا ۵۰٪ از جمعیت روستایی فراهم شده‌است.
بخشی از بخش صنعت نیز مزایای بهره‌وری آب را تشخیص داده‌است. ژورنال‌هایی مانندWater Efficiency Journal از ایالات متحده، Water Efficient Solutions Journal و Water Energy and Environment Magazine از انگلستان که عمدتاً به سمت بخش‌های صنعتی و تخصصی هدایت می‌شوند، گواه رشد آگاهی از نیاز به توسعه بیشتر در راه حل‌های بهره‌وری آب است.

## راه حل‌ها

### مسکونی
در اینجا چند روش ساده برای بهره‌وری بیشتر آب در خانه آورده شده‌است
- خاموش کردن شیر (وسیله) هنگام مسواک زدن - با یک شیر آب باز می‌توان بیش از شش لیتر در دقیقه آب هدر داد.
- نصب هوا افزا یا لوله رابط کاهش دهنده جریان(NFR) که جریان کمتری وارد شیر آب می‌کند و باعث کاهش هدر رفتن آب می‌شود.
- نصب دوش‌های کارامد در مصرف آب در حمام‌ها برای حمام کردن.
- رفع نشتی شیر. هر نشتی سالانه هزاران لیتر آب را هدر می‌دهد.
- استفاده از بار کامل در ماشین ظرفشویی و ماشین لباسشویی. هنگام خرید دستگاه جدید، فرد باید مطمئن باشد که یک مدل کارآمد در مصرف آب را خریداری می‌کند.
- دوش گرفتن کوتاه به جای حمام.
- شستن میوه‌ها و سبزیجات در یک کاسه و نه زیر شیر آب.
- استفاده از آب باقیمانده برای تغذیه گیاهان آپارتمانی.
- استفاده از آب پاش یا شلنگ با نازل.
- استفاده از یک سطل و اسفنج هنگام شستن ماشین به جای استفاده از شلنگ.
- شستن لباس یا ملافه در ماشین لباسشویی به جای شستن با دست

مصرف‌کنندگان همچنین می‌توانند به‌طور داوطلبانه یا با تشویق دولت وسایل خانگی کم مصرف مانند ماشین لباسشویی‌هایی با مصرف بهینه آب را خریداری کنند. همچنین می‌توان از آب خاکستری بازیافت شده برای شستشوی توالت یا آبیاری باغ‌ها استفاده کرد.

### ساخت
اینها راه حل‌های مفید برای سازندگان و صاحبان کارخانجات است:
- شناسایی و از بین بردن ضایعات (مانند نشتی‌ها) و فرایندهای ناکارآمد. این ممکن است کم هزینه‌ترین راه برای صرفه جویی در مصرف آب باشد، زیرا مشمول حداقل هزینه سرمایه ای است. صرفه جویی می‌تواند از طریق اعمال تغییرات در روند انجام کار، مانند تمیز کردن کارخانجات با جارو به جای آب انجام شود.
- تغییر فرایندها و ماشین آلات کارخانه. مقاوم‌سازی تجهیزات اصلی کارخانه ممکن است باعث افزایش کارایی شود. روش دیگر، ارتقا به مدلهای کارآمدتر می‌تواند در برنامه‌های تعمیر و نگهداری و تعویض لحاظ شود.
- استفاده مجدد از فاضلاب علاوه بر صرفه جویی در مصرف آب، این گزینه می‌تواند قابلیت تولید و عرضه را بهبود بخشد، در حالی که هزینه‌های ضایعات تجاری و خطرات زیست‌محیطی در اثر آن را کاهش می‌دهد.

#### محصولات بدون مصرف آب
- استفاده از محصولات بدون مصرف آب در کارواش برای شستن اتومبیل، موتور سیکلت و دوچرخه. این می‌تواند در هر شستشو تا ۱۵۰ گالن آب صرفه جویی کند.

### اداره آب
راهنمایی‌هایی که EPA آمریکا برای صرفه جویی در مصرف آب برای جوامع و اداره آب پیشنهاد می‌کند:
- اجرای برنامه مدیریت هدر رفتن آب (به عنوان مثال تشخیص محل نشت و ترمیم نشتی).
- اداره آب باید برای رسیدن به سطح استانداردهای جهانی تلاش کند.
- اطمینان از غیرقابل دستکاری بودن شیرهای آتش‌نشانی.
- تغییر تجهیزات - مثال خوب آن استفاده از تجهیزات کم مصرف در آب است.
- نصب سر دوش‌های کم جریان در ساختمان‌های شهری.
- وسایل لوله‌کشی، وسایل و تجهیزات فرسوده را با مدل‌های کم مصرف جایگزین کنید.
- به حداقل رساندن آب مورد استفاده در تجهیزات خنک‌کننده فضا مطابق با توصیه‌های سازنده. در صورت عدم نیاز واحدهای خنک‌کننده را خاموش کنید.

اداره آب همچنین می‌تواند نرم‌افزار صورتحساب قبوض را از طریق ردیابی مشتریانی که از طرحهای مختلف مربوط به صرفه جویی در مصرف آب استفاده کرده‌اند، بهبود دهد تا ببیند کدام طرحها بیشترین صرفه جویی در مصرف آب را با کمترین هزینه ارائه می‌دهد.

## سیاست‌های آب و ارزیابی اثرات

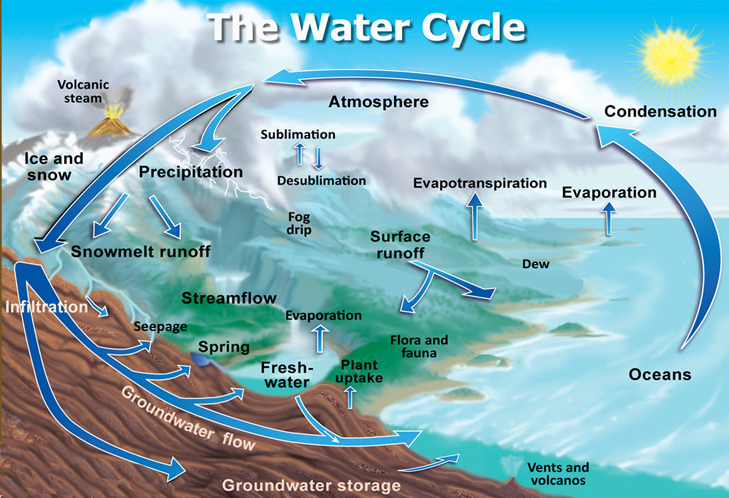
خلاصه چرخه آب

توزیع آب زمین

سیاست‌های زیست‌محیطی و تفاوت استفاده از مدل‌هایی که توسط مجریان مورد استفاده قرار می‌گیرد می‌تواند تأثیرات چشمگیری بر جامعه داشته باشد. از این رو، بهبود سیاست‌های مربوط به موضوعات عدالت زیست‌محیطی غالباً نیاز به تصمیم‌گیری دولت محلی، آگاهی عمومی و تعداد قابل توجهی ابزار علمی دارد. علاوه بر این، درک این نکته مهم است که تأثیر مثبت این تصمیمات نیاز به چیزی بیش از اراده خوب دارد، و در اصل نیاز به تجزیه و تحلیل اطلاعات مربوط به ریسک همراه با در نظر گرفتن مسائل اقتصادی، اصول اخلاقی، سوابق قانونی، واقعیت‌های سیاسی، ارزش فرهنگی و اجتماعی و موانع اداری دارد. همچنین، علاوه بر اطمینان از اینکه حقوق افراد صرف نظر از سن، نژاد و سوابق آنها حفظ می‌شود نباید از «نقش ارزیابی ریسک تجمعی در تصمیمات مربوط به عدالت زیست‌محیطی» غافل شد. همچنین، این مقاله پیشنهاد می‌کند که اگر سیاستی از محیط طبیعی محافظت کند اما بر کسانی که مجری این سیاست هستند تأثیر منفی بگذارد، این سیاست باید مورد ارزیابی مجدد قرار گیرد. محققان، اختلافات نژادی و اجتماعی را در معرض خطرات زیست‌محیطی بیان می‌کنند که توسط ترکیب جمعیتی مناطق و مجاورت آنها با مکان‌های خطرناک توضیح داده می‌شود. هرگونه اصلاح سیاست اجتماعی و مدل‌هایی که با این اصلاحات ایجاد می‌شود، باید منعکس کننده باورهای عدالت زیست‌محیطی سیاست گذاران و محققان باشد؛ بنابراین، تحقیقات و تغییرات اجتماعی باید وعده‌ها و مشکلات مرتبط با تنازعات عدالت زیست‌محیطی را بررسی کند، راه حل‌های پیشنهادی را کشف کند و این واقعیت را بیان دارد که ابزارهای مورد نیاز برای ایجاد زیرساخت کافی هنوز توسعه نیافته‌اند.

### مثال‌ها

#### طرح ریف (استرالیا)
طرح ریف به عنوان راهی برای دستیابی به روشهای جدید برای ایجاد مدلهایی آغاز شد که تلفیق پیامدهای زیست‌محیطی، اقتصادی و اجتماعی باشد. سیاست‌های اولیهٔ موجود مربوط به آب استرالیا، اغلب مدل‌های قبلی را به علت تمرکز بیش از حد بر اولویت بندی سرمایه‌گذاری و ابعاد اقتصادی هنگام ارزیابی تأثیر سیاست مورد انتقاد قرار می‌دهد. با این حال، سیاست گذاران و محققان در استرالیا اکنون پیشنهاد می‌کنند که «سیاست متمرکز بر پایداری به شاخص‌های چند بعدی نیاز دارد» که رشته‌های مختلف را با هم ترکیب می‌کند. طرح ریف به سیاست گذاران این امکان را می‌دهد تا موضوعات مربوط به کیفیت آب ریف را شناسایی کرده و استراتژی‌ها و اقدامات مدیریتی را برای حفاظت و احیا مناطقی مانند مناطق ساحلی و تالاب‌ها به کار گیرند. با طرح ریف، نه استراتژی در منطقه سد بزرگ مرجانی اجرا شد. آنها شامل رویکردهای خودمدیریتی، آموزش و توسعه، مشوق‌های اقتصادی، برنامه‌ریزی برای مدیریت منابع طبیعی و کاربری اراضی، چارچوب‌های نظارتی، تحقیق و اشتراک اطلاعات، مشارکت، اولویت‌ها و اهداف و نظارت و ارزیابی است. و چنین پیشرفتهایی مزایایی را همچون موارد زیر به همراه داشت:
1. تصویر جامع تری از تأثیرات سیاست. مدل‌های جدید نتایج احتمالی شبیه‌سازی مختلف سیاست‌های پیشنهادی را تحت شرایط مختلف پیش‌بینی می‌کنند. علاوه بر این، آنها تصمیمات بهینه را در مورد هر نتیجه با استفاده از آنچه به عنوان تعادل عمومی قابل محاسبه (CGE) شناخته می‌شود، ارائه می‌کنند که «عوامل پویا را در مقیاس حوضه آبریز یکپارچه می‌کند»[۱۸][۱۹]
2. کمک به جمع‌آوری جنبه‌های اقتصادی آب و عناصر غیر پولی مصرف آب.
3. تصدیق این واقعیت که تولید مزرعه باید به عوامل پویای جهانی بستگی داشته باشد

#### اساسنامه آب‌های صرفه جویی شده (ایالات متحده)

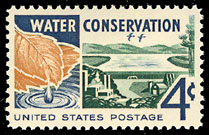
تمبر صرفه جویی در آب- ۱۹۶۰

اساسنامه آب‌های صرفه جویی شده، قوانین ایالتی هستند که در کالیفرنیا، مونتانا، واشینگتن و اورگان برای صرفه جویی در آب و تخصیص منابع آب برای تأمین نیازهای روزافزون تقاضا برای آب در زمین‌های خشک، جایی که آبیاری در آنها انجام می‌شده یا در حال انجام است، تصویب شده‌اند. این قوانین به ایالات کمک می‌کند تا بازدارنده‌ها برای صرفه جویی در آب را کنار بگذارند و این کار را بدون آسیب رساندن به حقوق اولیه آب انجام دهند. بدیهی است که این امر باعث می‌شود هزینه‌های آبیاری بیشتر از مقدار بهینه باشد که این سیاست را بسیار ناکارآمد می‌کند. با این حال، قانونگذاران ایالتی با تصویب اساسنامه صرفه جویی در آب، می‌توانند موانع صرفه جویی در مصرف آب را برطرف کنند. این سیاست به متصرفین اجازه می‌دهد تا در مورد آب مازاد حقوقی داشته باشند و آنها را مجبور می‌کند تا پس‌انداز آب خود را توسط اداره آب تأیید کنند. از چهار ایالتی که خود را با اساسنامه آب‌های صرفه جویی شده وفق داده‌اند، شهر اورگان اغلب به عنوان موفق‌ترین شهرت یافته‌است. مطابق اینکه «گسترش بهره‌وری از حقوق آب چگونه می‌تواند مشکلات آبی ما را کاهش دهد»، اداره آب اورگان (OWRD) موفق بوده‌است زیرا درصد بالایی از درخواست‌های ارسال شده ارائه شده‌است، و OWRD به عنوان یک واسطه خوب است که به تخصیص کنندگان برای صرفه جویی در مصرف آب کمک می‌کند. برنامه‌های OWRD نه تنها به دلیل اثربخشی بلکه به دلیل تلاش آنها برای بهبود شرایط کار کارگران موفقیت‌آمیز هستند. طبق وب سایت OWRD، سیاست‌های دولت در مورد حقوق آب به شایستگی فرهنگی، کارگر بهداشت سنتی، سازمان‌های مراقبت هماهنگ، نژاد، قومیت و زبان تقسیم می‌شود.

#### آلودگی آب در مالزی

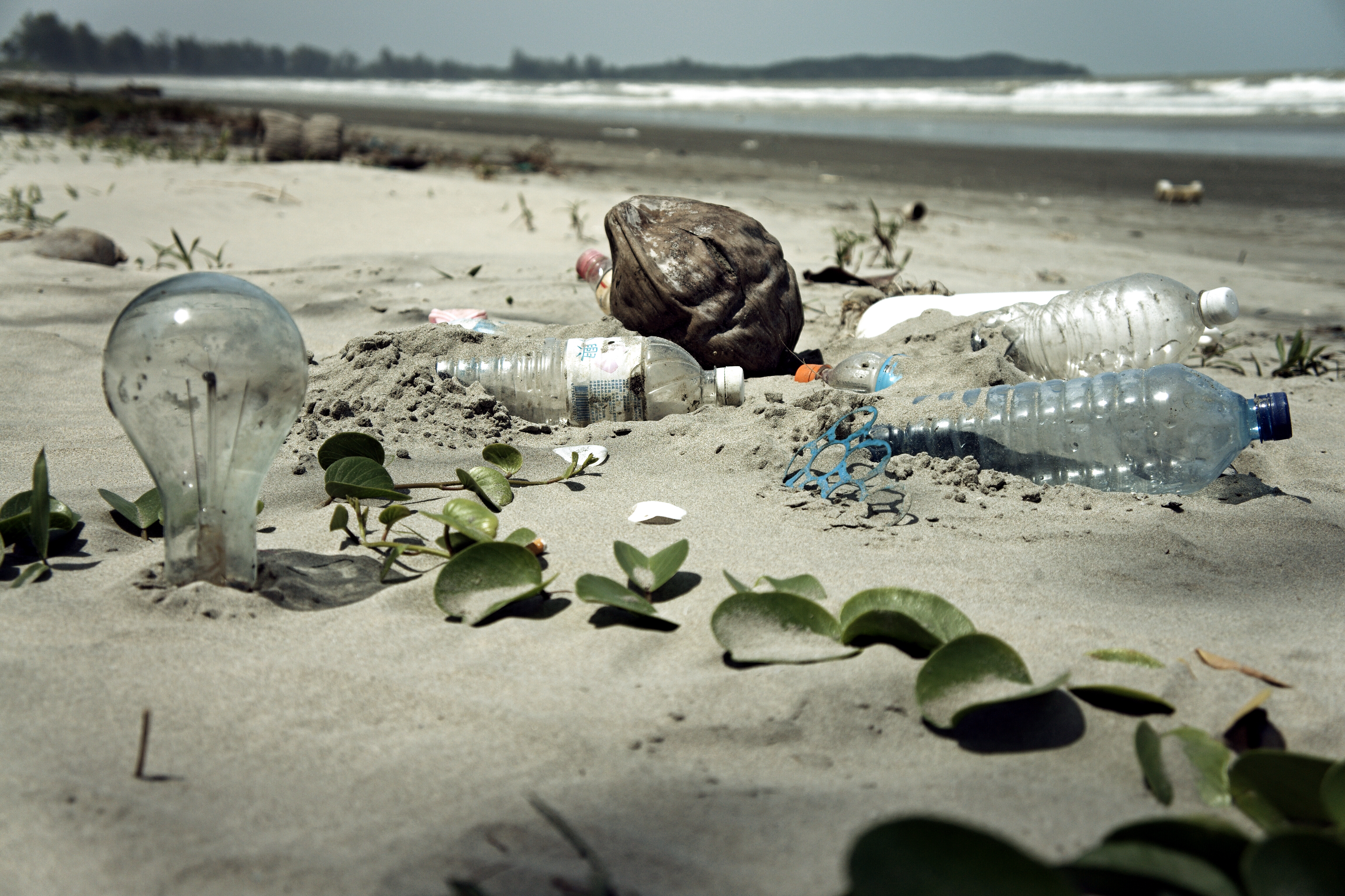
آلودگی آب با دفع زباله در ساحل زباله

در مالزی، شهروندان آسیب‌های ناشی از آلاینده‌های آب در رودخانه را تجربه کرده‌اند که این آلاینده‌ها طی دهه‌ها به دلیل رشد سریع شهرنشینی و صنعتی شدن، جمع شده‌است. برنامه ریزان مالزیایی در تلاشند با استفاده از اقتصادسنجی و ابزارهای مختلف علمی مدل‌هایی ارائه دهند که نشان می‌دهد در طول زمان با صنعتی شدن شهرها و نحوه توزیع این مواد شیمیایی در مناطق مختلف، میزان آلاینده‌ها افزایش یافته‌است. چنین تلاشی تحقیقات عمقی را می‌طلبد، زیرا منابع باید توانایی تجزیه و تحلیل به صورت عددی را داشته باشند و ضمن ارزیابی محیط زیست، ارزیابی اقتصادی نیز انجام شود. با وجود شواهد فراوان ارائه شده توسط مدل‌هایی که عدم کفایت سیاست‌های فعلی را نشان می‌دهد، تصمیم گیرندگان مالزی اکنون تشخیص می‌دهند که برای محافظت از ساکنان در برابر آلاینده‌های آب، درمان مناسب در مناطقی که صنعتی شده‌اند، ضروری است. در نتیجه، دولت در تلاش است تا سال ۲۰۲۰ آگاهی عمومی را افزایش داده و خدمات آب مقرون به صرفه را به ساکنان ارائه دهد.

### مزایای ارزیابی اثرات
سیاست‌ها و ارزیابی‌های موفقیت‌آمیز، نتایج زیست‌محیطی، اقتصادی و اجتماعی را با هم ادغام می‌کند و مدل‌های بهتری را ارائه می‌دهد و سیاست گذاری‌های آینده را بهبود می‌بخشد. درک اهمیت سیاست‌های مربوط به آب و ارزیابی اثرات، بخشی اساسی از هر دو موضوع عدالت آب و عدالت زیست‌محیطی است که نه تنها به محافظت از کیفیت آب بلکه به کیفیت زندگی برای انسانهایی که تحت تأثیر مستقیم محیط زیست هستند نیز کمک می‌کند.
علاوه بر این، سیاست‌های موفق فراتر از مسائل مربوط به آب است. سیاست‌های مفیدی که به منظور بهره‌مندی عموم مردم از موضوعاتی مانند حمل و نقل و سایر سیاست‌های زیست‌محیطی در نظر گرفته شده‌است که ممکن است تأثیر قابل توجهی بر محیط اطراف داشته باشد. به‌جای تحلیل صرف هزینه-فایده، تصمیماتی گرفته شود که اولویت‌های مردم را در نظر بگیرد.
مزایای قابل توجه ارزیابی اثرات:
- تصویری جامع از تأثیر سیاست‌ها. مدل‌های جدید نتایج ممکن شبیه‌سازی‌های مختلف سیاست‌های پیشنهادی را تحت شرایط مختلف پیش‌بینی می‌کنند. علاوه بر این، آنها تصمیمات بهینه را در مورد هر نتیجه با استفاده از آنچه به عنوان تعادل عمومی قابل محاسبه (CGE) شناخته می‌شود، ارائه می‌کنند که «پویایی را در مقیاس حوضه یکپارچه می‌کند»[۱۸][۱۹]
- تجمع جنبه‌های اقتصادی آب و عناصر غیر پولی مصرف آب
- تصدیق این واقعیت که تولید مزرعه باید به پویایی جهانی بستگی داشته باشد.
- حمایت از حقوق بشر کارگران و بهبود شرایط کار.[۲۰][۲۱]
- تهیه داده‌هایی که می‌توانند از نظر اقتصادی، تأثیرات سلامتی و تشخیص نیاز به برخوردهای مناسب تحلیل شوند.[۲۲][۲۴]